# Czesław Borczyk
Czesław Feliks Borczyk (ur. 15 maja 1910 w Sanoku, zm. 25 maja 2004 tamże) – polski harcmistrz.

## Życiorys
Czesław Feliks Borczyk urodził się 15 maja 1910 w Sanoku jako syn Antoniego i Marii z domu Wertz. Uczył się w Państwowym Gimnazjum Męskim im. Królowej Zofii w Sanoku, gdzie w 1928 roku ukończył IV klasę. Uczęszczał na koncesjonowane kursy handlowe organizowane przez Kuratorium Okręgu Szkolnego Lwowskiego im. Artura Aschera w Sanoku (działały od 1928 do 1930 roku). W młodości był ministrantem w sanockim kościele Franciszkanów. Zaangażował się w harcerstwo, w 1921 roku wstąpił do zuchów (ówczesne „wilczki”), w 1923 roku złożył przyrzeczenie harcerskie w Związku Harcerstwa Polskiego. Pełnił funkcje zastępowego, drużynowego, komendanta męskiego hufca od 21 kwietnia 1929 do 20 stycznia 1931 roku, zastępcy komendanta od 1931 do 1939 roku. W 1935 roku był szefem sanockiej delegacji harcerskiej na jubileuszowy I Zlot w Spale. W okresie II Rzeczypospolitej pracował jako pomocnik notariusza oraz w sanockiej Fabryce Wagonów. Był członkiem sanockiego gniazda Polskiego Towarzystwa Gimnastycznego „Sokół” (1939). Przed 1939 rokiem był urzędnikiem notarialnym.
Po wybuchu II wojny światowej 1939 w czasie trwającej okupacji niemieckiej 1939–1945 był organizatorem tzw. „trójek harcerskich”, wspierających jeńców wojennych i rodziny żołnierzy.
W okresie bezpośrednio po wojnie współorganizował ruch harcerski w Sanoku; jesienią 1945 roku Komenda Chorągwi w Rzeszowie mianowała go przybocznym sanockiego hufca (wówczas opiekunem sanockiego harcerstwa został Józef Pohorski, ponadto działali m.in. hufcowy Franciszek Moszoro oraz sekretarz i drużynowy Leszek Kril-Nartowski)). W 1946 roku zaangażował się w próbę reaktywacji sanockiego gniazda Polskiego Towarzystwa Gimnastycznego „Sokół”. W kolejnych latach działał na rzecz odbudowy ruchu harcerskiego na ziemi sanockiej i był wieloletnim wychowawcą harcerzy. Od 29 grudnia 1956 do 1964 roku był komendantem Hufca Ziemi Sanockiej. Stanowisko pełnił społecznie i z uwagi na zakaz funkcjonowania w formie wolontariatu ustąpił ze stanowiska (w 1964 roku jako jedyny komendant harcerski pracujący w taki sposób). Od 1964 roku był członkiem komendy hufca, od stycznia 1973 do 1999 roku był zastępcą komendanta hufca. W okresie PRL uzyskał tytuł Harcmistrza Polski Ludowej.

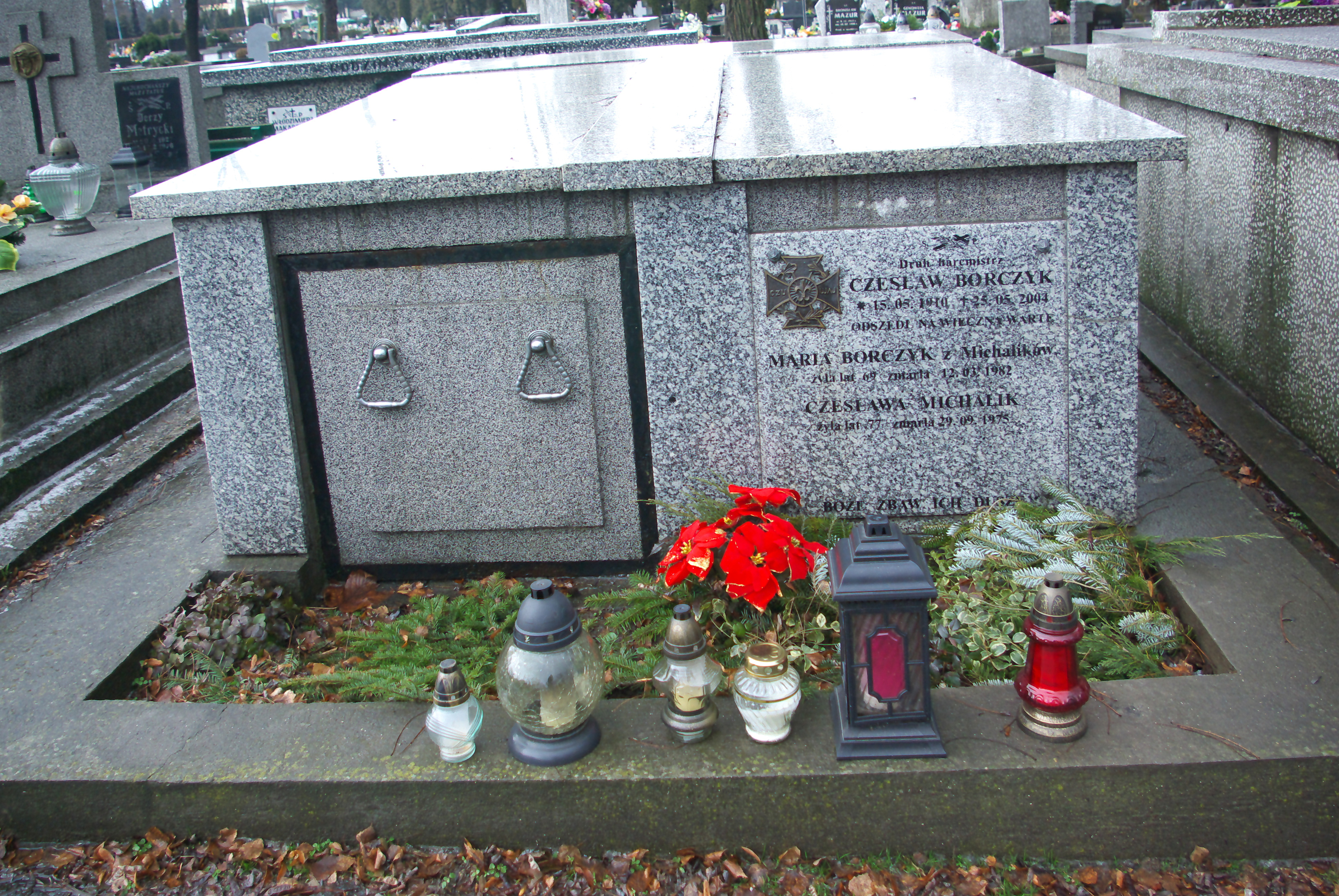
Grobowiec rodziny Borczyków w Sanoku

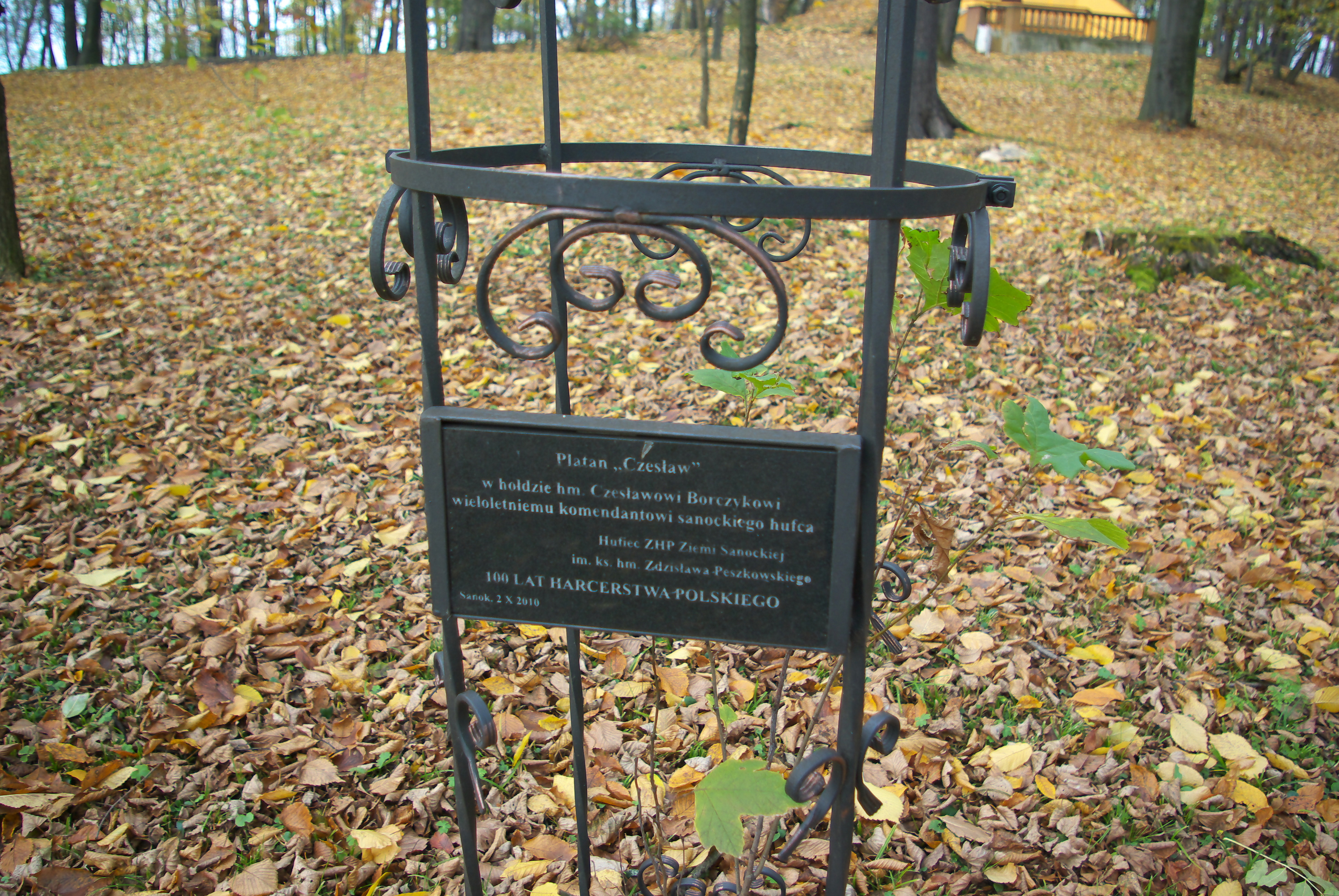
Tabliczka przy platanie „Czesław” w Sanoku

Zawodowo pracował w Kopalnictwie Nafty i Gazu. Był zaangażowany w działalność Sanockiej Spółdzielni Mieszkaniowej, której był współzałożycielem. Działał w samorządzie mieszkańców. Był wybierany radnym Miejskiej Rady Narodowej (MRN) w Sanoku w wyborach: 1978, 1988.
Z okazji 85 urodzin otrzymał list gratulacyjny od prezydenta RP Lecha Wałęsy. Był szwagrem gen. Bronisława Prugara-Ketlinga (którego żoną została jego siostra Maria Anna, ur. 1894) oraz mjr. Tadeusza Ochęduszki (którego żoną została jego siostra Janina Ludwika i który był świadkiem na ślubie Czesława Borczyka). Jego żoną była Maria z domu Michalik (1912-1982). Oboje zostali pochowani w grobowcu rodzinnym na cmentarzu przy ul. Jana Matejki w Sanoku.

## Odznaczenia i wyróżnienia
- Krzyż Oficerski Orderu Odrodzenia Polski (1984)[26]
- Krzyż Kawalerski Orderu Odrodzenia Polski (przed 1981)
- Złoty Krzyż „Za Zasługi dla ZHP” (przed 1981)
- Wpis do „Księgi zasłużonych dla województwa krośnieńskiego” (1981)[27][28]
- Złota Odznaka 85-lecia Harcerstwa w Sanoku (1996)[29]
- Tytuł Honorowy Komendant Hufca Ziemi Sanockiej (23 października 1999, za szczególne zasługi dla sanockiego środowiska harcerskiego)
- 2 października 2010 na terenie parku miejskiego im. Adama Mickiewicza w Sanoku zostały zasadzone cztery drzewa pamiątkowe poświęcone działaczom harcerstwa; wśród nich był platan „Czesław” poświęcony harcmistrzowi Borczykowi[30]. Umieszczono na nim tabliczkę z inskrypcją: Platan „Czesław” w hołdzie hm. Czesławowi Borczykowi, wieloletniemu komendantowi sanockiego hufca. Hufiec ZHP Ziemi Sanockiej im ks. hm. Zdzisława Peszkowskiego. 100 lat harcerstwa polskiego. Sanok, 2 X 2010.